# Bankett (Befestigung)

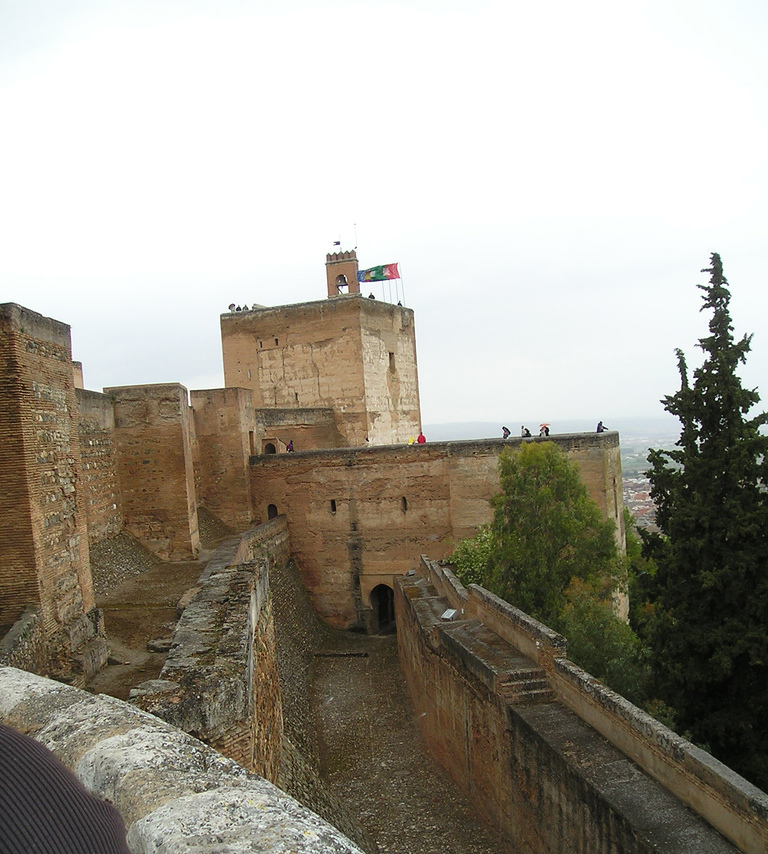
Bankett an der Alhambra in Granada

Bankett (C) in einem Festungswall

Ein Bankett (französisch Banquette) ist ein Begriff aus dem Festungsbau. Es handelt sich dabei um eine durchgehende Erhöhung (Auftritt) hinter der Brustwehr. Diese Erhöhung ermöglichte es der dort aufgestellten Infanterie den Feind in einem steileren Winkel über die Brustwehr hinweg nach unten zu bekämpfen. Gleichzeitig erhöhte sich die Bedeckungswirkung der Brustwehr für den nun konstruktionsbedingt tiefer liegenden Bereich hinter der Erhöhung. Dies nutzte Soldaten, die sich gerade nicht im direkten Feuerkampf befanden, z. B. Bedienmannschaft, Nachschub etc.